# Tanystylum intermedium
Tanystylum intermedium là một loài nhện biển trong họ Ammotheidae. Loài này thuộc chi Tanystylum. Tanystylum intermedium được miêu tả khoa học năm 1904 bởi Cole.